# Ilam School of Fine Arts

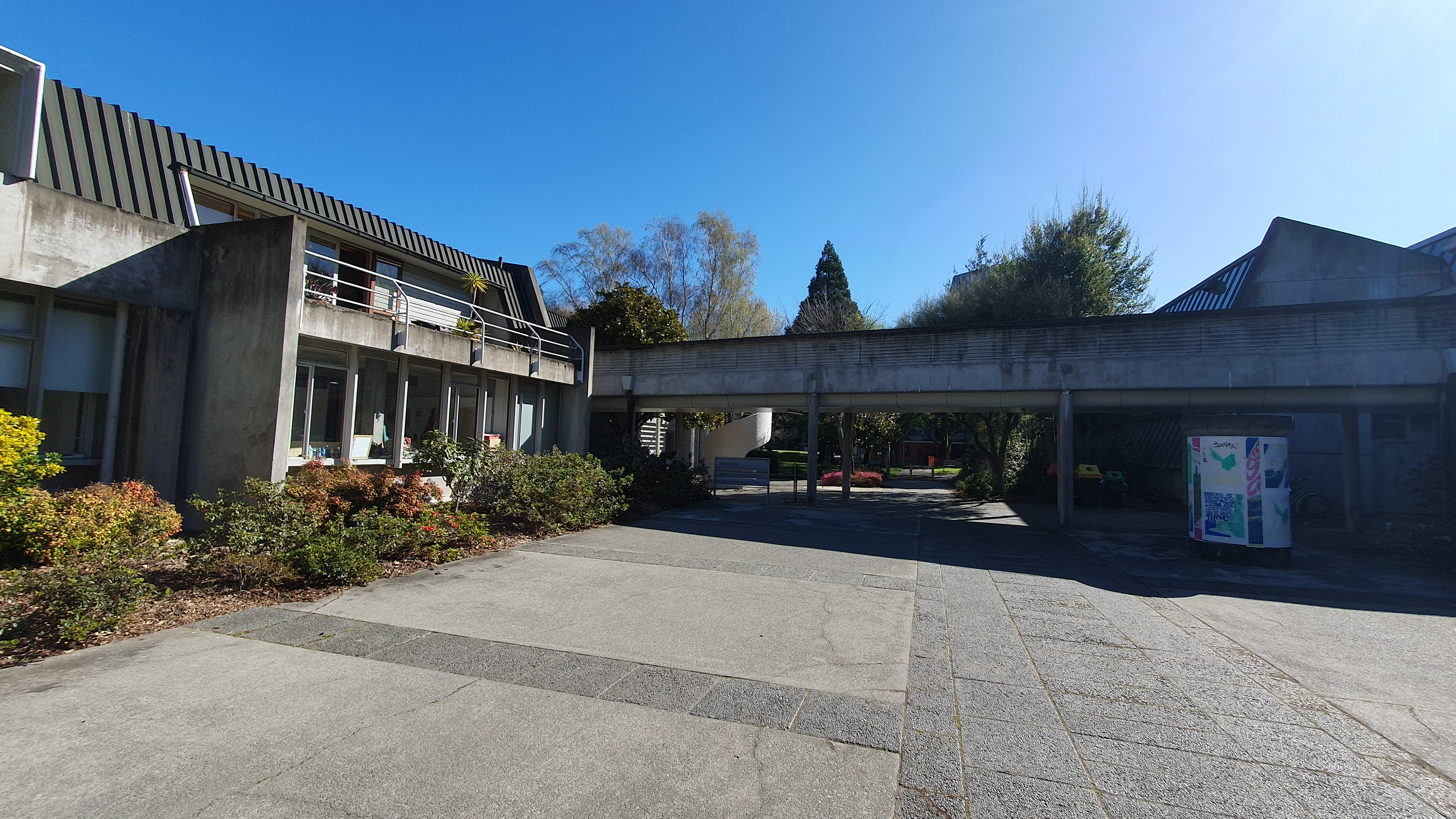
Teil des Gebäudes der
Ilam School of Fine Arts

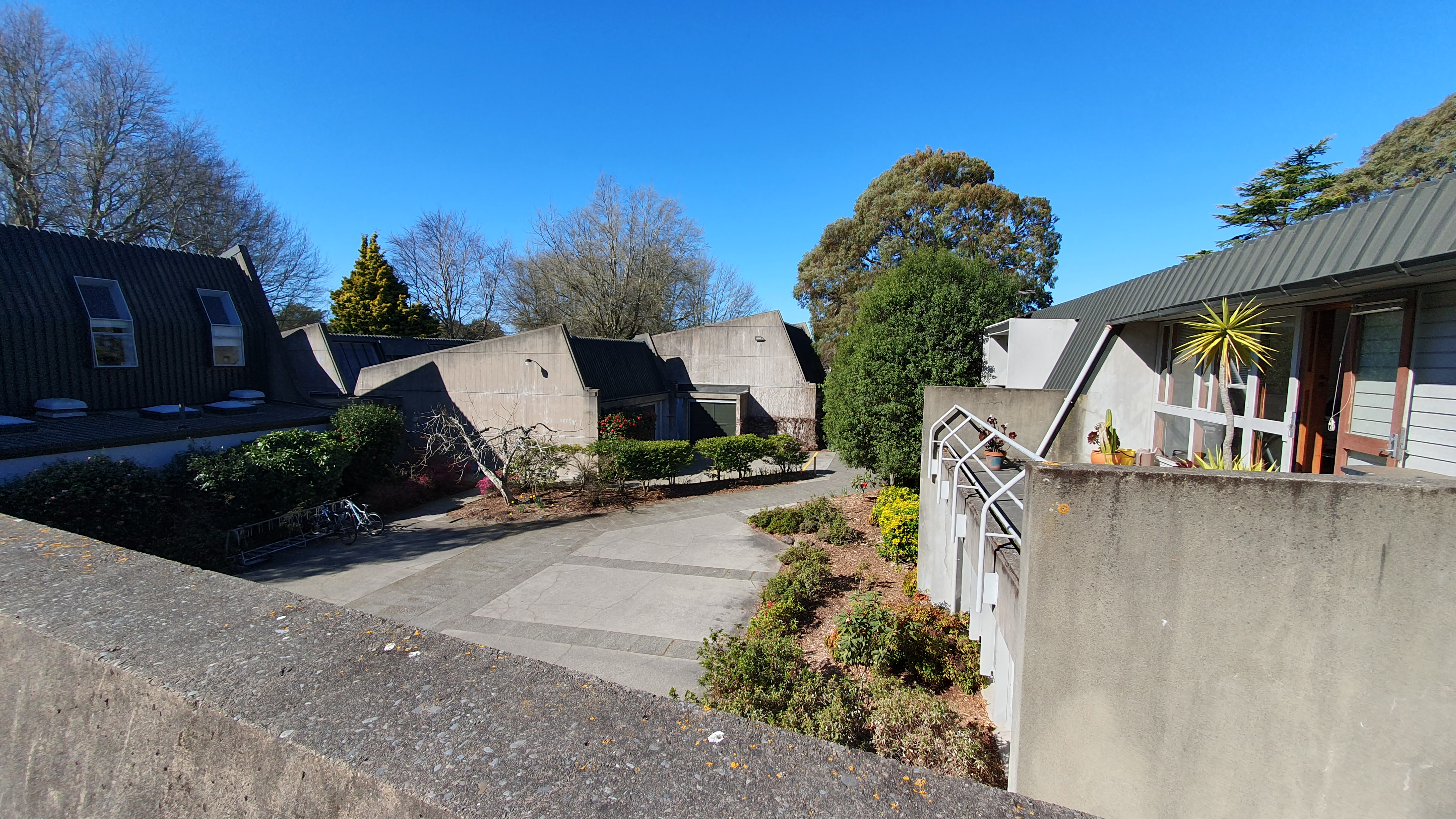
Teil des Gebäudes der
Ilam School of Fine Arts

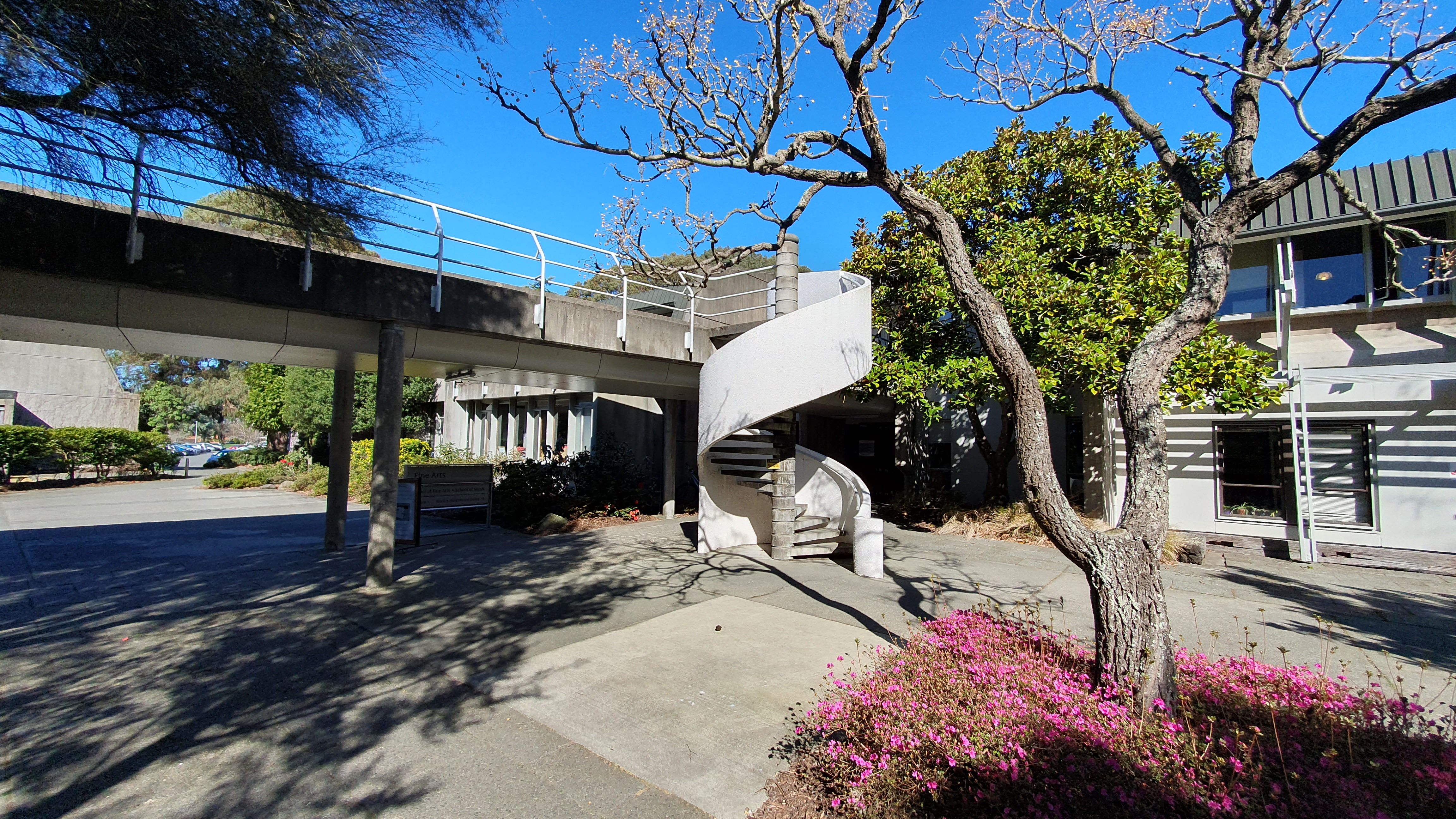
Teil des Gebäudes der
Ilam School of Fine Arts

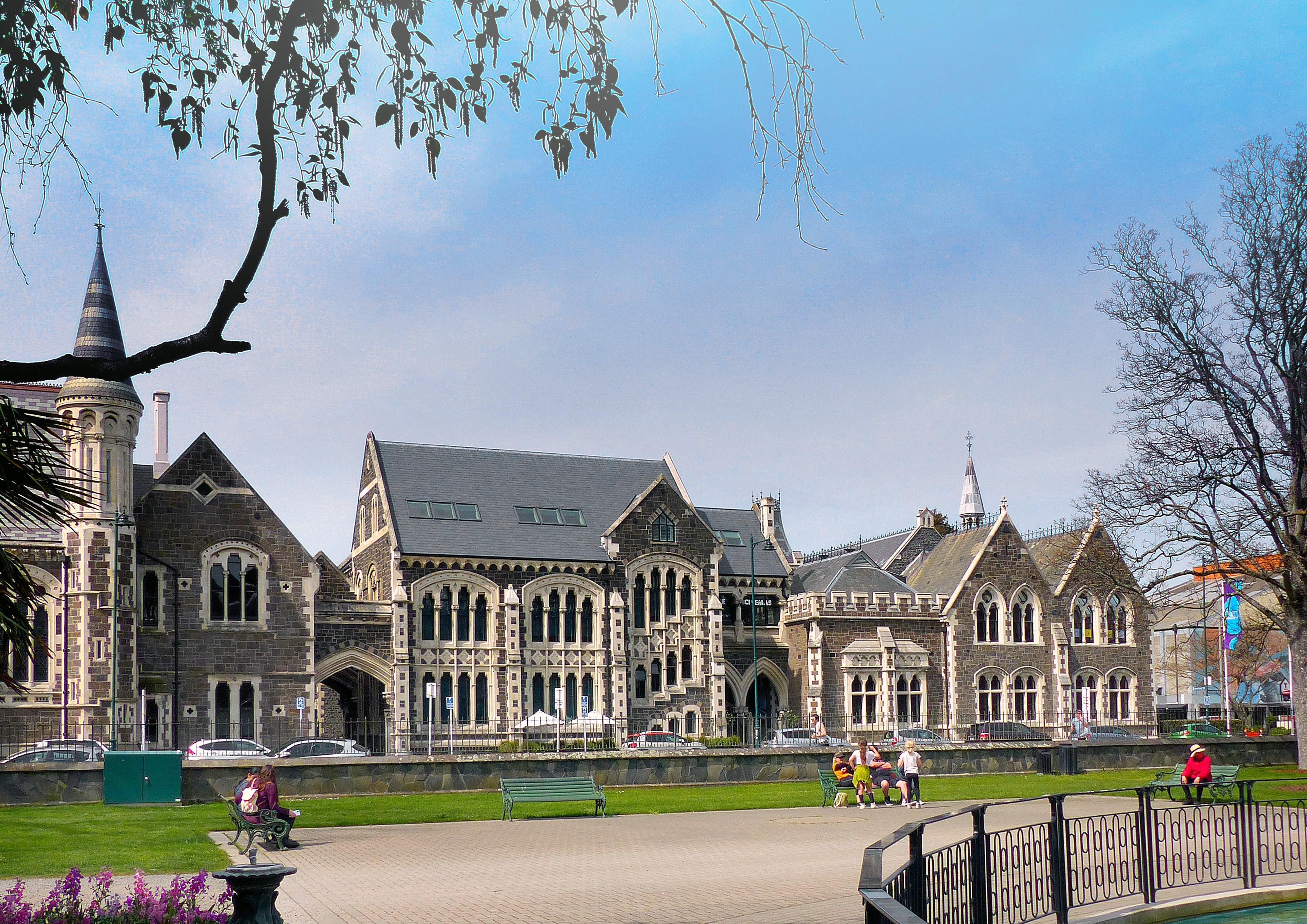
The Arts Centre

Die Ilam School of Fine Arts, in ihrem universitären Bereich oft auch als Fine Arts Department bezeichnet, ist eine Bildungseinrichtung für Kunst an der University of Canterbury in Christchurch, Neuseeland.

## Geschichte
Die Ilam School of Fine Arts hat ihren Vorläufer in der Canterbury College School of Art, die 1862 universitätsunabhängig in Christchurch gegründet wurde und am 1. März des Jahres das Gebäude der früheren Girls’ High School der Stadt beziehen konnte. Sie war seinerzeit die zweite Kunstschule in Neuseeland.
Der erste Leiter der Schule wurde der Künstler David Blair (1852–1925), der an der Kunstschule in South Kensington in London, die später als Royal College of Art bekannt wurde, Examiner (Prüfer) war und im Juli 1881 nach Neuseeland kam, um seine Stelle 1882 in der Schule antreten zu können. Am Tag der Eröffnung waren 28 Tages- und 63 Abendschüler an der neuen Schule eingeschrieben. Blair gestaltete den Unterricht in fünfzehn Stufen, die wie folgt gegliedert waren:
| Stufe I    | – Elementares lineares Zeichnen, mit Hilfe von Instrumenten       |
| Stufe II   | – Fortgeschrittenes lineares Zeichnen, mit Hilfe von Instrumenten |
| Stufe III  | – Modelle, Freihandzeichnen und Schattierung                      |
| Stufe IV   | – Ornamente, freihändiges Zeichnen und Schattieren                |
| Stufe V    | – Botanisches Zeichnen, Blumenmalerei                             |
| Stufe VI   | – Landschaft, Stillleben etc.                                     |
| Stufe VII  | – Die menschliche Figur                                           |
| Stufe VIII | – Zeichnen und Malen von Tierformen                               |
| Stufe IX   | – Modellieren, Ornamente, Blumen usw.                             |
| Stufe X    | – Modellieren, die menschliche Figur und Tiere                    |
| Stufe XI   | – Entwerfen                                                       |
| Stufe XII  | – Konstruktion und Zeichnung von Maschinen                        |
| Stufe XIII | – Konstruktion und Zeichnung von Gebäuden – Architektur           |
| Stufe XIV  | – Zeichnen auf Holz (Holzstich)                                   |
| Stufe XV   | – Zeichnen auf Stein (Lithographie)                               |

Bereits zwei Jahre später wurden Werke der Schüler der Canterbury College School of Art in die Jahresausstellung der Auckland Society of Arts aufgenommen und Margaret Stoddart gewann als Vertreterin der Schule den ersten Preis und erhielt ein Zertifikat für ihre Arbeit. 1885 gab Blair seine Position in der Schule auf und George Herbert Elliot übernahm ein Jahr später die Leitung der Schule, die er bis 1905 innehatte. Unter seiner Leitung folgte die Schule der Vorschrift von South Kensington für den Zeichen- und Konstruktionsunterricht.
1896 wurde die Canterbury College School of Art dem Department of Art and Science am Royal College of Art angegliedert und übernahm damit dessen Prüfungs- und Bewertungssystem. Bei einem Wettbewerb der Kunstschulen im Vereinigten Königreich, der in South Kensington in London stattfand, konnte die Canterbury College School of Art im Jahr 1910 eine Silbermedaille und einen Preis der Königin gewinnen. Das war seinerzeit der höchste Preis, den eine neuseeländische Schule gewinnen konnte. 1911 gewann die Schule die Preise ein weiteres Mal.
Als 1913 das neuseeländische Bildungsministerium das South-Kensington-Prüfungssystem abschaffte, hatten die Schüler über Jahre keine Möglichkeit mehr, ihre Arbeiten außerhalb der jährlichen Ausstellungen der Canterbury College School of Art und anderen neuseeländischen Ausstellungen der Kunstszene zu präsentieren. Zwei Jahre später verlegten die Painters’ Union of Canterbury und die Master Painters Association ihre Malerklassen vom Christchurch Technical College an die Canterbury College School of Art und bekamen ein Atelier für Maler und Dekorateure.
In den 1920er und 1930er Jahren stand die Canterbury College School of Art in dem Ruf, die führende und fortschrittlichste Kunstschule des Landes zu sein, und brachte in dieser Zeit einige der vielversprechendsten neuseeländischen Künstler hervor.
1925 prüfte die Royal Commission on University Education die Frage, ob ein Diplomstudiengang für Bildende Künste eingerichtet werden kann, und empfahl die Entwicklung eines Ausbildungsgangs für Kunstlehrer. Zwei Jahre später wurde die Canterbury College School of Art als eine Art Sonderschule dem Canterbury University College angegliedert und in Folge wurde das Diplom für Bildende Kunst 1929 von der University of New Zealand anerkannt.
1950 wurde die Canterbury College School of Art formell und offiziell als Teil des Canterbury University College anerkannt und erhielt den Status einer Sonderschule innerhalb der Universität. Als das Canterbury University College zur University of Canterbury wurde, erlangte die Kunstschule 1957 den vollen Status einer Universitätsfakultät. Der Name änderte sich in University of Canterbury School of Art und man zog von den Räumlichkeiten an der Ecke Rolleston Avenue / Hereford Street in Christchurch in das Okeover House auf den Ilam Campus der Universität um. Wann der Name University of Canterbury School of Art in Ilam School of Fine Arts geändert wurde, ist nicht bekannt.
1974 wurde der Studiengang Kunstgeschichte an der Kunstschule eingeführt und 1982 konnten die Studierenden ihr Studium erstmals mit einem Bachelor of Fine Arts abschließen.